# Пассивный дом
Пассивный дом (нем. Passivhaus, англ. passive house) — здание, основной особенностью которого является низкое энергопотребление за счёт применения пассивных методов энергосбережения. Пассивный дом — это не энергетический стандарт, а комплексная концепция строительства. Пассивные дома эффективно используют солнце (архитектурные законы инсоляции), внутренние источники тепла и рекуперацию тепла, делая традиционные системы отопления ненужными даже в холодные зимы. В теплые месяцы в пассивных домах используются методы пассивного охлаждения, такие как стратегическое затенение, чтобы сохранять комфортную прохладу.
Архитектурная концепция пассивного дома в первую очередь базируется на активном использовании пассивных источников энергии и эффективной теплоизоляции с отсутствием мостиков холода в материалах и узлах примыканий. Также дополнительно применяются принципы зонирования, правильной геометрии здания и правильной ориентации здания по сторонам света. Из активных методов в пассивном доме обязательным является использование системы приточно-вытяжной вентиляции с рекуперацией.

## Коэффициенты энергоэффективности пассивного дома
В условиях роста цен на электричество и тепло, остро стоит вопрос эксплуатационных затрат на жилье. Показателем энергоэффективности объекта служат потери тепловой энергии с квадратного метра (кВт·ч/м²) в год или в отопительный период. Энергосберегающим считается здание, где этот показатель ниже 50 кВт·ч/м². Для того, чтобы дом считался пассивным этот показатель должен составлять — менее 15 кВт·ч/м² (по критериям в Европе).
Достигается снижение потребления энергии в первую очередь за счет уменьшения теплопотерь здания.
В идеале, пассивный дом должен быть независимой энергосистемой, вообще не требующей расходов на поддержание комфортной температуры. Отопление пассивного дома должно происходить благодаря теплу, выделяемому живущими в нём людьми и бытовыми приборами. При необходимости дополнительного «активного» обогрева, желательным является использование альтернативных источников энергии. Горячее водоснабжение также может осуществляться за счёт установок возобновляемой энергии: тепловых насосов или солнечных водонагревателей. Решать проблему охлаждения/кондиционирования здания также предполагается за счет соответствующего архитектурного решения, а в случае необходимости дополнительного охлаждения — за счет альтернативных источников энергии, например, геотермального теплового насоса.
Иногда определение «пассивный дом» путают с системой «умный дом», главной особенностью которой является автоматизация инженерных устройств здания (охрана, шторы, отопление и т. п.). Также отличается система «активного дома», которая помимо того, что мало тратит энергии, ещё и сама вырабатывает её столько, что может не только обеспечивать себя, но и отдавать в центральную сеть (дом с положительным энергобалансом).

## История

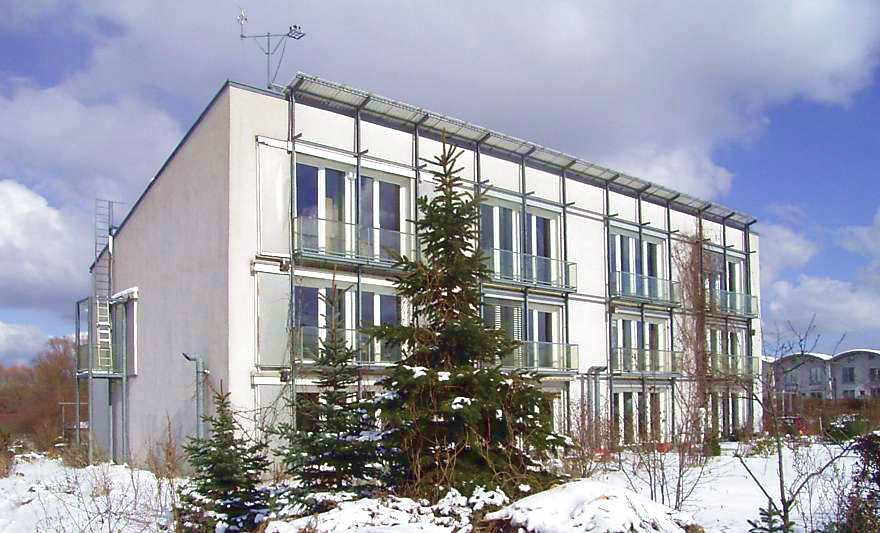
Пассивный дом, построенный в 1990 году в городе Дармштадте.

### Развитие энергосберегающих зданий
Развитие энергосберегающих построек восходит к исторической культуре северных и сибирских народов, которые стремились построить свои дома таким образом, чтобы они эффективно сохраняли тепло и потребляли меньше ресурсов. Материало- и энергосберегающая круглая форма жилищ (чум, юрта и т. п.), а также оболочка из эффективных теплоизоляционных материалов (шкуры животных, войлок) являются древними технологиями пассивного дома. Классическим примером техники повышения энергосбережения дома является русская печь, отличающаяся толстыми стенками, хорошо сохраняющими тепло, и оснащённая дымоходом с системой оборотов.
К современным экспериментам повышения энергосбережения зданий можно отнести сооружение, построенное в 1972 году в городе Манчестер (штат Нью-Гэмпшир, США). Оно обладало кубической формой, что обеспечивало минимальную поверхность наружных стен, площадь остекления не превышала 10 %, что позволяло уменьшить потери тепла за счёт объёмно-планировочного решения. По северному фасаду отсутствовало остекление. Покрытие плоской кровли было выполнено в светлых тонах, что уменьшало её нагрев и, соответственно, снижало требования к вентиляции в тёплое время года. На кровле здания были установлены солнечные коллекторы.
В 1973—1979 годах был построен комплекс «ECONO-HOUSE» в городе Отаниеми, Финляндия). В здании, кроме сложного объёмно-планировочного решения, учитывающего особенности местоположения и климата, была применена особая система вентиляции, при которой воздух нагревался за счёт солнечной радиации, тепло которой аккумулировалось специальными стеклопакетами и жалюзи. Также, в общую схему теплообмена здания, обеспечивающую энергосбережение, были включены солнечные коллекторы и геотермальная установка. Форма скатов кровли здания учитывала широту места строительства и углы падения солнечных лучей в различное время года.

## Пассивный дом
Интересную схему оборудования пассивного дома предложили в мае 1988 года доктор Вольфганг Файст, основатель «Института пассивного дома» в Дармштадтe (Германия), и профессор Бу Адамсон из Лундского университета (Швеция). Концепция разрабатывалась в многочисленных исследовательских проектах, финансируемых землёй Гессен, Германия.
В 1996 году создан «Институт пассивного дома» в городе Дармштадт.

### Конструкция
Понятия «зелёный» и «пассивный дом» часто смешиваются и под пассивным и экологичным домом часто подразумеваются дома, построенные из традиционных природных материалов или переработанных отходов — газобетон, дерево, камень, кирпич, хотя каменные дома холодные, а некоторые современные утеплители не являются природными материалами. В последнее время часто строят пассивные дома из продуктов переработки неорганического мусора — бетона, стекла и металла. В Германии построены специальные заводы по переработке подобных отходов в строительные материалы для энергоэффективных зданий.

### Теплоизоляция

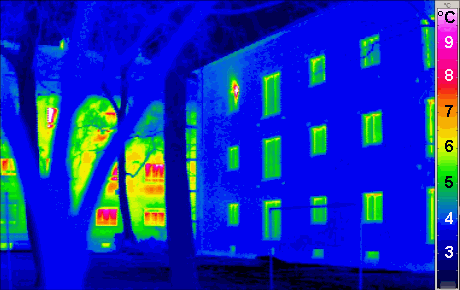
Фотография в инфракрасных лучах показывает, насколько эффективна теплоизоляция пассивного дома (справа) по сравнению с обычным домом (слева).

Ограждающие конструкции (стены, окна, крыши, пол) стандартных домов имеют довольно большой коэффициент теплопередачи. Это приводит к значительным потерям: например, тепло-потери обыкновенного кирпичного здания — 250—350 кВт·ч с 1 м² отапливаемой площади в год.
Технология пассивного дома предусматривает эффективную теплоизоляцию всех ограждающих поверхностей — не только стен, но и пола, потолка, чердака, подвала и фундамента. В пассивном доме формируется высокоэффективная наружная теплоизоляция ограждающих поверхностей. Внутренняя теплоизоляция нежелательна так как это снижает термическую инерционность помещений и может привести к значительным внутрисуточным колебаниям температуры, например, при поступлении солнечного тепла через окна. С точки зрения теплофизики также наиболее эффективно применять теплоизоляцию снаружи, так как в этом случае несущие конструкции находятся всегда в зоне положительных температур и оптимальной влажности, что выводит точку росы за их пределы. Также производится устранение «мостиков холода» в ограждающих конструкциях. В результате в пассивных домах теплопотери через ограждающие поверхности не превышают 15 кВт·ч в год на 1 м² отапливаемой площади — практически в 20 раз ниже, чем в обычных зданиях.

### Окна

Профиль окна пассивного дома (справа) обязан соответствовать теплотехническим стандартам. Конструкции окон проектируются, как правило, не открывающимися или с автоматической функцией открывания/закрывания для проветривания.

Потери тепла через окна делятся на радиационный (излучение в инфракрасном диапазоне из дома наружу), конвекционный (газ в межстёкольном промежутке) и теплопроводный (газ, стёкла и переплёт) перенос тепла. На долю радиации приходится две трети потерь тепла, остальное на долю конвекции и теплопроводности. В пассивном доме используются усовершенствованные энергосберегающие окна. Герметичные стеклопакеты, 1-камерные (два стекла) или 2-камерные (три стекла), заполнены низкотеплопроводным аргоном или криптоном с тёплой дистанционной рамкой (полимерная или пластиковая вместо металлической, являющейся мостиком холода). Одно из стёкол стеклопакета с внутренней стороны покрыто селективным покрытием (I-стекло или K-стекло) сокращающим радиационные потери. Применяются более тёплые многокамерные профили для изготовления переплёта. Также стёкла в ряде случаев закаливаются с целью избежания разрушения при тепловом шоке. Иногда для дополнительной теплоизоляции на окнах устанавливают ставни, жалюзи или шторки.
Установка рольставень (роллет) позволяет увеличить тепловое сопротивление оконного блока на 20-30 % (сопротивление теплопередаче роллетной конструкции может быть 0,18 — 0,27 м2К/Вт).
Большинство окон направлены на юг (в северном полушарии) и приносят зимой в среднем больше тепла, чем теряют. Ориентирование окон на восток и запад сводится к минимуму для снижения дискомфортного перегрева и затрат энергии на кондиционирование летом.

### Регулирование микроклимата
На сегодняшний день технология строительства пассивных домов далеко не всегда позволяет отказаться от активного отопления или охлаждения, особенно в регионах с постоянно высокими или низкими температурами, или резкими перепадами температур, например, в зонах с континентальным климатом. Тем не менее, органичной частью пассивного дома является система обогрева, кондиционирования и вентиляции, расходующая ресурсы более эффективно, чем в обычных домах.

#### Вентиляция

Пассивный дом использует комбинацию низко-энергетических строительных техник и технологий

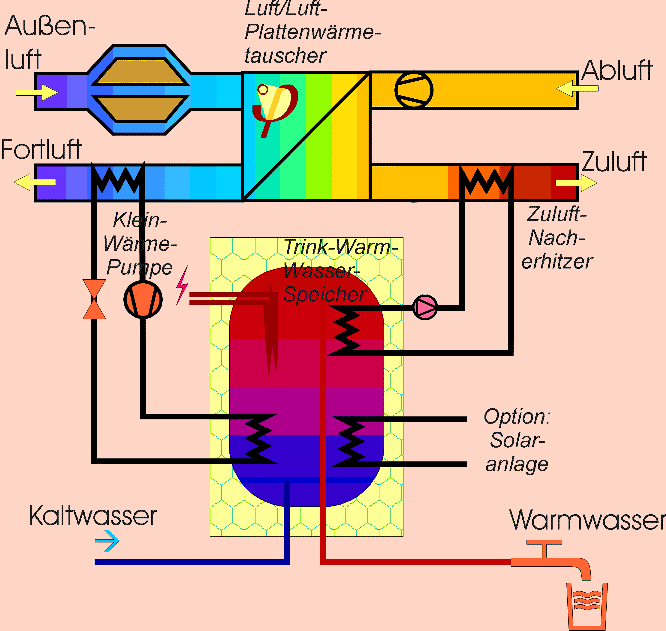
В дополнение к теплообменнику (в центре), небольшой тепловой насос вытягивает тепло из выходящего наружу воздуха (слева), а горячая вода нагревает воздух, проходящий через вентиляцию (справа). Возможность контролировать температуру в здании, используя только обычный объём воздуха для вентиляции, является одной из базовых

В обычных домах вентиляция осуществляется за счёт естественного побуждения движения воздуха, который обычно проникает в помещение через специальные пазы (иногда через оконные проветриватели — клапаны приточной вентиляции) в окнах и удаляется пассивными вентиляционными системами, расположенными в кухнях и санузлах.
В энергоэффективных зданиях используется более сложная система: вместо окон с открытыми пазами используются звукоизолирующие герметичные стеклопакеты, а приточно-вытяжная вентиляция помещений осуществляется централизованно через установку рекуперации тепла. Дополнительного повышения энергоэффективности можно добиться, если воздух выходит из дома и поступает в него через подземный воздухопровод, снабжённый теплообменником. В теплообменнике нагретый воздух отдаёт тепло холодному воздуху.
Зимой холодный воздух входит в подземный воздухопровод, нагреваясь там за счёт тепла земли, и затем поступает в рекуператор. В рекуператоре отработанный домашний воздух нагревает поступивший свежий и выбрасывается на улицу. Нагретый свежий воздух, поступающий в дом, имеет в результате температуру около 17 °C.
Летом горячий воздух, поступая в подземный воздухопровод, охлаждается там от контакта с землёй примерно до этой же температуры. За счёт такой системы в пассивном доме постоянно поддерживаются комфортные условия. Лишь иногда бывает необходимо использование маломощных нагревателей или кондиционеров (тепловой насос) для минимальной регулировки температуры.

### Освещение
Могут использоваться светодиодные блоки.

### Стоимость
В настоящее время стоимость постройки энергосберегающего дома примерно на 8-10 % больше средних показателей для обычного здания. Дополнительные затраты на строительство окупаются в течение 7-10 лет. При этом нет необходимости прокладывать внутри здания трубы водяного отопления, строить котельные, ёмкости для хранения топлива и т. д.

## Стандарты
В Европе существует следующая классификация зданий в зависимости от их уровня энергопотребления:
- «Старое здание» (здания построенные до 1970-х годов) — они требуют для своего отопления около трехсот киловатт-часов на квадратный метр в год: 300 кВт·ч/м²год.
- «Новое здание» (которые строились с 1970-х до 2000 года) — не более 150 кВт·ч/м²год.
- «Дом низкого потребления энергии» (с 2002 года в Европе не разрешено строительство домов более низкого стандарта) — не более 60 кВт·ч/м²год.
- «Пассивный дом» — не более 15 кВт·ч/м²год.
- «Дом нулевой энергии» (здание, архитектурно имеющее тот же стандарт, что и пассивный дом, но инженерно оснащенное таким образом, чтобы потреблять исключительно только ту энергию, которую само и вырабатывает) — 0 кВт·ч/м²год.
- «Дом плюс энергии» или «активный дом» (здание, которое с помощью установленного на нём инженерного оборудования: солнечных батарей, коллекторов, тепловых насосов, рекуператоров, грунтовых теплообменников и т. п. вырабатывало бы больше энергии, чем само потребляло).

Директива энергетических показателей в строительстве (Energy Performance of Buildings Directive), принятая странами Евросоюза в декабре 2009 года, требует, чтобы к 2020 году все новые здания были близки к энергетической нейтральности.
В США стандарт требует потребления энергии на отопление дома не более 1 BTU на квадратный фут помещения.
В Великобритании пассивный дом должен потреблять энергии на 77 % меньше обычного дома.
С 2007 года каждый дом, продаваемый в Англии и Уэльсе, должен получить рейтинг энергоэффективности. Сертификат Энергетической Эффективности будет обязательной частью Информационного Пакета Дома. Каждый продающийся дом будет осматривать независимый инспектор, который определит рейтинг эффективности дома с точки зрения потребления энергии и выбросов СО2.
В Ирландии пассивный дом должен потреблять энергии на 85 % меньше стандартного дома, и выбрасывать в атмосферу СО2 на 94 % меньше обычного дома.
Новые дома Испании с марта 2007 года должны быть оборудованы солнечными водонагревателями, чтобы самостоятельно обеспечивать от 30 % до 70 % потребностей в горячей воде, в зависимости от места расположения дома и ожидаемого потребления воды. Нежилые здания (торговые центры, госпитали и т. д.) должны иметь фотоэлектрическое оборудование.
В России также существует ряд документов (постановления, рекомендации, указы, нормативы, территориальные нормы) регулирующих энергопотребление зданий и сооружений. Например, ВСН 52-86, определяющий расчёт и требования для системы горячего водоснабжения с использованием солнечной энергии.

## Распространение
Во всём мире к 2006 году построено более 6000 пассивных домов, офисных зданий, магазинов, школ, детских садов. Большая их часть находится в Европе.
В ряде европейских стран (Дания, Германия, Финляндия и др.) разработаны специальные целевые государственные программы по приведению всех объектов регулярной застройки к условно-пассивному уровню (дома ультра-низкого потребления — до 30 кВт·ч/м² в год).

### В странах СНГ
В России энергопотребление в домах составляет 400—600 кВт·ч/год на квадратный метр. Этот показатель предполагается снизить к 2020 году на 45 %.
В Москве уже построено несколько[сколько?] экспериментальных зданий с использованием технологии пассивного дома (жилой дом в Никулино-2). Система горячего водоснабжения этого дома использует тепло грунта и вытяжных газов, что позволяет сократить расход тепловой энергии на 32 %. Демонстрационный проект такого дома также реализован под Петербургом. Начато строительство первого посёлка пассивных домов под Санкт-Петербургом.
В Нижнем Новгороде построен демонстрационный пассивный дом с использованием солнечных коллекторов, теплового насоса, вертикальных ветрогенераторов, системы воздухообмена с рекуперацией.
На Украине первый пассивный дом был построен в 2008 г. На сегодняшний день[уточнить] в разных городах Украины возводятся ещё 3 пассивных частных жилых дома.
С 2010 года экспериментальное строительство малоэтажных энергоэффективных домов для расселения ветхого и аварийного жилья финансирует Фонд ЖКХ. На начало 2011 года несколько энергоэффективных зданий с участием Фонда уже построено в разных регионах России.
Энергоэффективный дом, приближенный к пассивному, построен в России в 2011 году компанией «Мосстрой-31» по проекту Томаса Кнехта. Удельный расход тепловой энергии на отопление составляет 24 кВт·ч/м²год.

## Экология
Средний канадский коттедж производит ежегодно 5—7 тонн парниковых газов. Дома США производят ежегодно около 278 млн тонн парниковых газов. Пассивные дома могут существенно сократить эти выбросы.
Технологии пассивного домостроения позволяют существенно сократить потребление энергии. Например, в 1990-е годы в Германии энергопотребление в жилищно-коммунальной сфере снизилось на 3 %. домохозяйства Великобритании потребляют около 30 % всей энергии страны.